# Monserrate (Viana do Castelo)
Monserrate is een plaats (freguesia) in de Portugese gemeente Viana do Castelo en telt 5637 inwoners (2001).

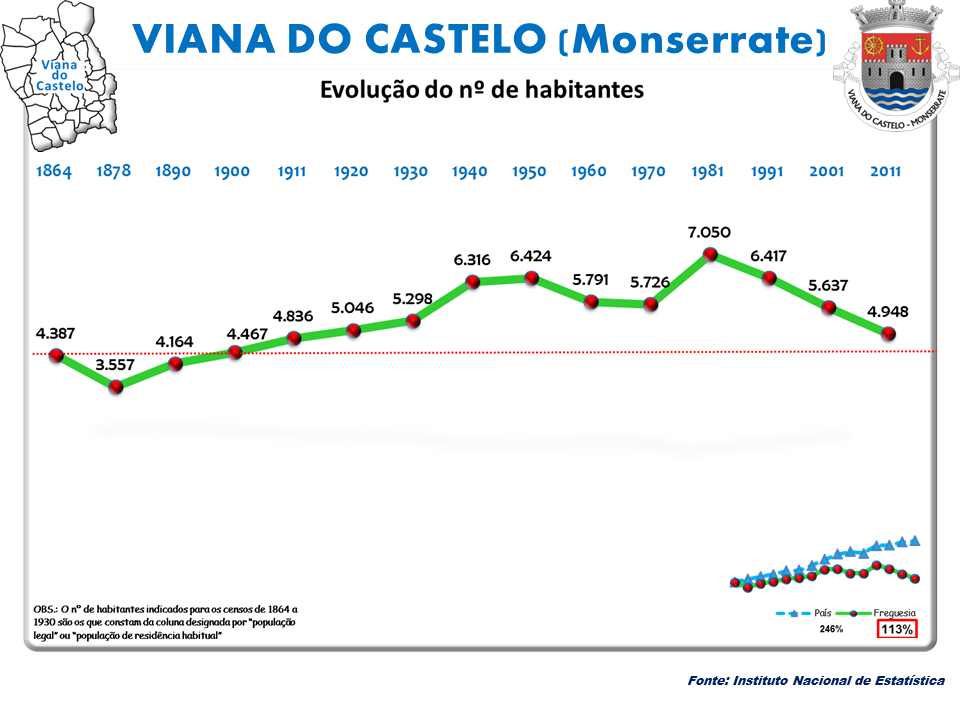
Bevolkingsontwikkeling tussen 1864 en 2011